# Tuhovishta

Tuhovishta (búlgaro: Туховища) é uma povoado da Bulgária localizada no distrito de Blagoevgrad.